# Regina Josepha von Siebold
Regina Josepha von Siebold, nata Henning (Geismar, 14 dicembre 1771 – Darmstadt, 28 febbraio 1849), è stata una medica e ostetrica tedesca, prima donna in Germania a ricevere la laurea honoris causa.

## Biografia

### Primi anni
Regina Josepha Henning nacque il 14 dicembre 1771 a Geismar, in Turingia; si ignora la sorte dei genitori che tuttavia non poterono occuparsi della bambina che fu perciò fu cresciuta dal suo benestante zio, Lorenz Henning, un consigliere comunale di Heilbad Heiligenstadt che non aveva figli. Regina Josepha ricevette una buona istruzione laica e religiosa in un convento delle Orsoline e apprese dallo zio anche alcune abilità pratiche come la guida delle carrozze e cavalcare i cavalli. Alla sua morte lo zio le lasciò in eredità tutti i suoi beni, nominando il suo amico Georg Heiland quale tutore della figliastra. Regina Josepha, all'età di quindici anni, sposò Heiland, all'epoca venticinquenne. Ebbero quattro figli durante i loro sei anni insieme, fino al 1793, anno della morte di Georg, deceduto per un errore medico, probabilmente a seguito di un salasso. Regina Josepha, all'età di ventidue anni, rimase sola con i suoi due unici figli ancora viventi, Charlotte e Therese.
Quando si ammalò gravemente, Regina Josepha fu affidata alle cure del dottor Damian Siebold che lavorava come assistente del professor Richter, nella cui casa Regina aveva vissuto quando era studentessa. Damian e suo padre, Carl Casper von Siebold, facevano parte di una nobile famiglia di Würzburg. Regina Josepha sposò Damian nel 1795 e la coppia visse prima a Worms e poi a Darmstadt dove Damian esercitò l'ostetricia. La coppia ebbe altri tre figli insieme prima che Damian iniziasse a mostrare segni di malattia mentale.

### Carriera
In un'epoca in cui l'ostetricia era una professione strettamente maschile, Regina Josepha decise di  intraprendere tale carriera per aiutare il marito nella sua pratica e, con l'influenza e dello zio e l'aiuto del suocero, iniziò a frequentare i corsi di specializzazione in ginecologia presso l'Università di Würzburg. Sebbene potesse assistere alle lezioni solo dietro una tenda, Regina Josepha completò i corsi di ginecologia presso l'università, effettuando il tirocinio pratico presso lo studio del marito. Tuttavia, per poter sostenere l'esame a completamento del ciclo di studi, dovette fare appello al granduca Ludovico IV d'Assia-Darmstadt affinché potesse essere ammessa all'esame finale. Con il permesso straordinario poté accedere all'esame, che si protrasse per quattro ore e che superò brillantemente. Il 28 novembre 1807 ottenne inoltre la licenza governativa per lavorare sia come ostetrica che come levatrice. Dopo aver superato gli esami, la donna tornò definitivamente a Darmstadt ove esercitò la professione affiancando il marito; grazie alla sua competenza nella guida delle carrozze e dell'equitazione, era in grado di spostarsi agevolmente e fornire assistenza a domicilio alle donne impossibilitate a muoversi. Nel 1815 le fu conferito il dottorato honoris causa in medicina ostetrica presso l'Università di Giessen. La figlia Charlotte, dopo aver completato il dottorato presso l'Università di Giessen, si unì alla madre nell'assistenza ostetrica alle donne.

### Ultimi anni
Grazie alla sua dedizione e bravura, Regina Josepha ottenne la stima nonché il sostegno economico di pazienti facoltosi; la disponibilità economica, conseguente anche al suo stipendio fisso, le permise di assistere donne indigenti che, non solo curava gratuitamente, ma aiutava anche fornendo loro cibo e vestiti.
Morì all'età di 77 anni il 28 febbraio 1849 a Darmstadt ove è sepolta, nel vecchio cimitero.

## Riconoscimenti
Nel 1815 le fu conferita la laurea honoris causa in medicina ostetrica presso l'Università di Giessen, prima donna in assoluto a ricevere tale riconoscimento in Germania.
A Regina Josepha von Siebold è stato intitolato l'omonimo cratere situato sulla superficie di Venere.